# Szabadkai Tamás
Szabadkai Tamás (Székesfehérvár, 1976. december 24. –) magyar ügyvéd, politikus, 2008 és 2010 között országgyűlési képviselő (MSZP).

## Élete
Szabadkai József ügyvéd, szocialista politikus fiaként született. Általános iskolai és középiskolai tanulmányait Sárbogárdon végezte, 1995-ben a sárbogárdi Fejér Megyei Petőfi Sándor Gimnáziumban érettségizett. A Pécsi Tudományegyetem Állam- és Jogtudományi Karának hallgatója lett, ahol 2000-ben summa cum laude minősítéssel jogász diplomát szerzett. Ügyvédjelöltsége után 2004-ben jogi szakvizsgát tett, és ügyvédként kezdett dolgozni.
2002-ben lépett be a Magyar Szocialista Pártba, 2004-ben a párt sárbogárdi szervezetének elnökségi tagja és az országos kongresszus tagja lett, 2007-ben pedig a helyi pártszervezet elnökévé választották. A 2002-es önkormányzati választáson Sárbogárdon egyéni önkormányzati képviselővé választották, 2002 és 2006 között a város alpolgármestere volt. A 2006-os önkormányzati választáson a Fejér megyei közgyűlés tagjává választották. A 2006-os országgyűlési választáson Fejér megye 6. számú választókerületében indult képviselőjelöltként és az MSZP megyei listájának 7. helyén szerepelt.
2008 szeptemberében országgyűlési képviselő lett, az elhunyt Szántó János mandátumát vette át. Az Országgyűlésben a gazdasági és informatikai bizottság, illetve a Nabucco földgázvezeték előkészítésének és megvalósításának folyamatát segítő eseti bizottság tagja volt. A 2009-es európai parlamenti választáson az MSZP listájának 20. helyén szerepelt. A 2010-es országgyűlési választáson nem jutott a parlamentbe. 2010-ben az MSZP alelnöke lett. A 2010-es és a 2014-es önkormányzati választásokon ismét a Fejér megyei közgyűlés tagjává választották.